# Темплтон, Кен
Ке́ннет (Кен) Те́мплтон (англ. Kenneth "Ken" Templeton) — канадский кёрлингист.
В составе мужской сборной Канады участник чемпионата мира 1976 (заняли девятое место — по состоянию на 2022 год худший результат мужской сборной Канады на чемпионатах мира). Чемпион Канады среди мужчин (1976; первая победа команды провинции Ньюфаундленд на национальном мужском чемпионате по кёрлингу).
Играл на позиции первого.

## Достижения
- Чемпионат Канады по кёрлингу среди мужчин: золото (1976).

## Команды
| Сезон   | Четвёртый    | Третий          | Второй     | Первый       | Турниры                     |
| ------- | ------------ | --------------- | ---------- | ------------ | --------------------------- |
| 1975—76 | Джек Макдафф | Тоби Макдональд | Даг Хадсон | Кен Темплтон | ЧК 1976 · ЧМ 1976 (9 место) |

(скипы выделены полужирным шрифтом)